# Otovci
Otovci este o localitate din comuna Puconci, Slovenia, cu o populație de circa 255 de locuitori.